# Предрейсовый медосмотр
Предрейсовый медосмотр или Предрейсовый медицинский осмотр  — комплексное обследование водителя перед допуском к управлению транспортным средством. Проводится с целью проверки состояния здоровья управляющего транспортным средством для выявления признаков переутомления, симптомов заболеваний, отравления алкогольными или наркотическими веществами. Данная профилактическая мера помогает предотвращению дорожно-транспортных происшествий по причине алкогольного или наркотического опьянения, или ухудшения самочувствия водителя.

## История
Впервые предрейсовые медицинские осмотры водителей стали проводить по приказу Министерства здравоохранения СССР от 06.09.1972 г. № 733-дсп, в котором содержалась «Временная инструкция о проведении предрейсовых медицинских осмотров водителей автотранспорта». Именно этот документ регламентировал работу пунктов по осмотру перед рейсами. Основная часть медосмотров проводилась для управляющих транспортным средством в сельскохозяйственных предприятиях.
В первые годы появления предрейсовые медицинские осмотры водителей зарекомендовали себя в качестве результативного способа уменьшения ДТП из-за аварий по причине состояния опьянения. Через два года после утверждения первого документа появились новые правила организации обследований перед рейсом, установленные приказом Минздрава СССР 09.08.1974 г. № 733 «Об организации фельдшерских здравпунктов при автотранспортных предприятиях для проведения предрейсовых осмотров водителей автотранспорта». Нововведения касались нормативов для медперсонала и работы пунктов, более точно описывали действия медицинских специалистов во время осмотров.
Кроме снижения аварий, медосмотры имели экономическую эффективность, поскольку следующий приказ Минздрава СССР № 350 03.04.1981 г. обязал автотранспортные предприятия в обязательном порядке проводить осмотры здоровья и самочувствия водителей перед рейсом за счёт владельца организации. Уклонение от прохождения осмотров наказывалось выплатой штрафа.
Окончательная база проведения осмотров и правил процедуры для медицинских специалистов была сформирована в приказе Минздрава СССР от 29.09.1989 г. Данный документ давал методические рекомендации для последовательности обследования и устанавливал программу проведения медосмотров для медиков. Именно в 1989 году медицинские специалисты должны были получать дополнительные знания, дающие право на проведение процедуры обследования водителя перед рейсом.
В настоящее время правила проведения предрейсовых медицинских осмотров закреплены в письме Здравоохранения Российской Федерации № 2510 от 21.08.2003 г. «О предрейсовых медицинских осмотрах водителей транспортных средств». Нарушение правил организации осмотра или уклонение от его прохождения грозит административным взысканием. Государственные инспекции, такие как ГИБДД, проверяют соблюдение этих норм в рамках регулярных или внеплановых проверок.

## Кто обязан проходить предрейсовый медицинский осмотр
Согласно Федеральному закону от 10.12.1995 г. № 196-ФЗ «О безопасности дорожного движения», под требования попадают все водители наземных транспортных средств. Данная процедура касается юридических лиц, индивидуальных предпринимателей, а также самозанятых, занимающихся коммерческими перевозками. Под правила также попадают водители специализированной техники для передвижения по территории цехов, заводов, складских помещений.
Исключения могут быть сделаны только для водителей, являющихся сотрудниками экстренных служб, таких как скорая помощь, МЧС, полиция, пожарная бригада и других.
Медицинские осмотры водителей делятся на:
- предрейсовые (предсменные) медосмотры;
- послерейсовые (послесменные) медосмотры;
- внутрирейсовые (внутрисменные) медосмотры.[8]

В отличие от предрейсовых, послерейсовые медицинские осмотры обязаны проходить только водители, работа которых связана с перевозками пассажиров или опасных грузов. Послерейсовые и послесменные осмотры водителей других направлений не регламентированы законодательством, но рекомендованы к проведению для профилактики дорожно-транспортных происшествий, связанных с состоянием здоровья водителя, и для повышения общей безопасности на дорогах.

## Как проходит процедура осмотра
Порядок проведения процедуры организуется в соответствии с приказом Минздрава РФ от 30.05.2023 N 266Н «Об утверждении Порядка и периодичности проведения предсменных, предрейсовых, послесменных, послерейсовых медицинских осмотров, медицинских осмотров в течение рабочего дня (смены) и перечня включаемых в них исследований» и включает в себя:
1. сбор жалоб, визуальный осмотр, выявление наличия признаков алкогольного, наркотического или иного токсического опьянения и (или) остаточных явлений такого опьянения (не осуществляется в случае проведения медицинского осмотра с использованием медицинских изделий, за исключением визуального осмотра видимых кожных покровов осматриваемого);
2. общая термометрия;
3. измерение артериального давления на периферических артериях и исследование пульса;
4. количественное определение алкоголя в выдыхаемом воздухе;
5. определение наличия психоактивных веществ в моче.

Медицинские осмотры проводятся квалифицированным медицинским персоналом, имеющим соответствующую лицензию и прошедшим курсы повышения квалификации по данному направлению.
После завершения осмотра медицинский специалист, проводивший процедуру, выносит заключение в Журнал регистрации предрейсовых осмотров и путевой лист водителя. Весь медосмотр занимает не более 10-15 минут.

## Предрейсовые медосмотры таксистов
Большое внимание уделяется медицинским осмотрам таксистов, особенно в условиях широкого распространения агрегаторов такси, работающих по модели привлечения независимых подрядчиков. Контроль за соблюдением медицинских требований в этом секторе вызывает трудности, так как агрегаторы часто не могут обеспечивать контроль за состоянием здоровья водителей, а ведение более строгих мер контроля воспринимается водителями как усложнение рабочего процесса и возможное увеличение затрат.

#### Основные проблемы
- Отсутствие отдыха между сменами

Проблемой является наличие переработок среди таксистов. Многие таксисты вынуждены работать сверхурочно, чтобы соответствовать условиям, диктуемым агрегаторами, что увеличивает риск аварий. В среднем смена таксиста длится 12 часов. При этом водитель транспорта работает 12 часов, но посменно, а водитель такси работает каждый день по 12 часов, что нарушает российские нормы времени управления автомобилем.
Несмотря это, агрегаторы такси не всегда ограничивают доступ к приложению для выполнения заказов после завершения смены, что может создавать дополнительные риски для безопасности на дорогах. Водители, которые работают много часов без достаточных перерывов и сна, подвергаются более высокому риску вождения в состоянии сонливости, что может быть так же опасно, как и вождение в состоянии алкогольного опьянения. Усталость может привести к замедлению реакции, потере концентрации и даже микросну, когда водитель ненадолго засыпает на несколько секунд. Также отсутствие отдыха между сменами влияет на общее состояние здоровья водителей, приводя к хроническому стрессу, плохому сну и другим проблемам со здоровьем.
- Вождение в состоянии алкогольного опьянения

По статистике большую часть ДТП водителей имеющих право на перевозки вызывает алкогольное опьянение. Нередко причиной выхода на рейс водителей в состоянии опьянения является отсутствие должного предрейсового контроля.
- Нехватка медицинского персонала

Ещё одной проблемой является нехватка медицинского персонала, квалифицированного для проведения предрейсовых и послерейсовых осмотров. Осмотр может проводить только сотрудник с соответствующим медицинским образованием, что усложняет процесс для небольших таксопарков и независимых водителей. В таких случаях водители и компании вынуждены привлекать сторонние организации, лицензированные для оказания такого вида услуг.

#### Решения проблемы
Для решения проблемы медицинских осмотров в такси на законодательном уровне был введен ряд мер, таких как разрешение на проведение дистанционных медицинских осмотров, ведение электронных журналов и электронных путевых листов. Это позволяет сократить время на прохождение осмотра и упростить контроль за состоянием водителей.
С принятием в 2023 году закона, ужесточающего контроль за проведением предрейсовых медосмотров, было зафиксировано сокращение числа ДТП среди таксистов.

## Система штрафов
При проверке проверяющими органами (ГИБДД, Ространснадзор) путевого листа и обнаружения ложных сведений или отсутствия соответствующего штампа на водителя, владельца автотранспорта или проверяющего медицинского специалиста налагается штраф. Система штрафных взысканий описана в статье 12.31.1. КоАП РФ:
- Водители выплачивают штраф в размере 3000 рублей;
- Должностные лица выплачивают штраф в размере 5000 рублей;
- Юридические лица выплачивают штраф в размере 30000 рублей.

Нарушение порядка проведения медицинского осмотра также грозит штрафом. Система денежных взысканий регламентирована статьей 11.32 КоАП РФ:
- На водителя налагается штраф от 1000 до 1500 рублей;
- На должностные лица налагается штраф от 2000 до 3000 рублей;
- На юридические лица налагается штраф от 30000 до 50000 рублей.